# Raddrizzatore di precisione
Il raddrizzatore di precisione, o superdiodo, è un elemento circuitale che nella sua più semplice espressione è composto da un diodo e un amplificatore operazionale, allo scopo di ottenere un circuito funzionante da raddrizzatore o diodo ideale. Risulta particolarmente utile per l'elaborazione di segnali a precisione elevata.

## Struttura di base e principio di funzionamento

Un semplice raddrizzatore di precisione.

La struttura di base di un raddrizzatore di precisione è rappresentata in figura ({\displaystyle R_{L}} rappresenta un generico carico). 
Quando la tensione in ingresso è negativa, se l'operazionale fosse in regione lineare (non saturo), allora la tensione sul carico sarebbe anch'essa negativa (a causa del cortocircuito virtuale all'ingresso) e la corrente sul diodo scorrerebbe dal catodo all'anodo, contrariamente al funzionamento del diodo; quindi l'operazionale non opererà in regione lineare ma in saturazione negativa, la corrente sul diodo sarà nulla e così la tensione sul carico. 
Quando la tensione in ingresso è positiva, se l'operazionale fosse in zona lineare, la tensione sul carico sarebbe anch'essa positiva, così come la corrente entrante nel terminale positivo del carico e come la corrente dall'anodo al catodo del diodo; quindi l'operazionale sarà in regione lineare e l'uscita sarà uguale all'ingresso. 
Di fatto la tensione di soglia del superdiodo non è esattamente zero, come dovrebbe esserlo per risultare simile a quella di un diodo ideale, ma è pari alla tensione di soglia del diodo normale divisa per il guadagno dell'amplificatore operazionale, risultando quasi zero. 

### Problematiche
Il raddrizzatore di precisione nella configurazione di base non viene comunemente usato in quanto ha un problema: quando il segnale d'ingresso diventa (anche leggermente) negativo, l'amplificatore operazionale funziona in anello aperto. Questo porta alla saturazione dei transistori dello stadio d'uscita dell'operazionale. Quando l'entrata torna ad essere positiva, l'amplificatore deve uscire dalla saturazione per riattivarsi. Questo passaggio richiede un certo tempo, riducendo fortemente la risposta in frequenza del circuito.

## Configurazione alternativa

Struttura del raddrizzatore migliorata

In figura è presentata una struttura alternativa che fornisce una soddisfacente risposta in frequenza.
In questo caso, quando la tensione in ingresso è maggiore di zero, {\displaystyle D_{2}} è attivo e {\displaystyle D_{1}} è inattivo, cosicché l'uscita è zero. Quando l'ingresso è minore di zero, {\displaystyle D_{2}} è inattivo e {\displaystyle D_{1}} è attivo e l'uscita assume il valore dell'entrata moltiplicata per {\displaystyle -{\tfrac {R_{2}}{R_{1}}}}. La sua caratteristica di trasferimento è la seguente:
Questa configurazione ha il vantaggio che l'amplificatore non va in saturazione, cosicché gli unici fattori che influenzano la sua risposta sono l'amplificazione stessa ed il prodotto guadagno-larghezza di banda.

## Ulteriori applicazioni
Circuiti simili sono utilizzati, ad esempio, nei voltmetri elettronici per piccoli segnali in corrente alternata o comunque in circuiti raddrizzatori di misura in cui l'uso di un normale diodo al silicio con una tensione di polarizzazione diretta tipica di circa 0,6V altererebbe troppo la misura. Inoltre, con lievi modifiche, la struttura di base può essere utilizzata come rivelatore di picco (utilizzando un sistema per memorizzare il picco come ad esempio la carica di un condensatore).